# Acuclavella shoshone
Acuclavella shoshone es una especie de arácnido del género Acuclavella, familia Ischyropsalididae. Fue descrita científicamente por Shear en 1986.
Especie nativa de los Estados Unidos, habita en América del Norte.